# Aldin Šetkić
 Aldin Šetkić  (nacido el 21 de diciembre de 1987, en Sarajevo) es un tenista profesional bosnio.

## Carrera
Su mejor ranking individual es el N.º 191 alcanzado el 21 de diciembre de 2015, mientras que en dobles logró la posición 296 el 3 de noviembre de 2014.
No ha logrado hasta el momento títulos de la categoría ATP ni de la ATP Challenger Tour, aunque sí ha obtenido varios títulos Futures tanto en individuales como en dobles.

### Copa Davis
Desde el año 2008 es participante del Equipo de Copa Davis de Bosnia y Herzegoniva. Tiene en esta competición un récord total de partidos ganados/perdidos de 15/11 (13/8 en individuales y 2/3 en dobles).